# La Boîte à musique
Pour les articles homonymes, voir Boîte à musique (homonymie).
Vous lisez un « bon article » labellisé en 2009.  Il fait partie d'un « bon thème ».
Série Classiques d'animation Disney
Les Trois Caballeros
(1944) Coquin de printemps
(1947)
Pour plus de détails, voir Fiche technique et Distribution.
La Boîte à musique (Make Mine Music) est le 10e long-métrage d'animation et le 8e « Classique d'animation » des studios Disney. Sorti en 1946, ce film est une compilation de dix courts métrages musicaux, chantés par des artistes de l'époque. C'est la troisième compilation de courts métrages d'animation produite par le studio durant les années 1940, après Saludos Amigos en 1942 et Les Trois Caballeros en 1944.
Alors que les deux compilations précédentes sont des mélanges d'animation et de prises de vue réelles, basées sur le thème du voyage en Amérique du Sud, La Boîte à Musique reprend le principe de Fantasia (1940) : une exploration musicale et graphique à travers des séquences réalisées uniquement en animation. Cependant, à la différence de Fantasia, les compositions musicales sont plus variées, comprenant, outre de la musique classique, de la musique populaire avec notamment du jazz et du swing. Par ailleurs, les séquences mettent en scène des histoires plus fortement liées à la culture américaine que Fantasia, exception faite du conte russe Pierre et le Loup.
L'accueil du film est assez mitigé. Cette troisième compilation renforce la dissociation entre les premiers longs métrages considérés par beaucoup comme des chefs-d'œuvre et une période artistiquement moins glorieuse pour le studio qui s'achèvera avec la sortie en 1950 de Cendrillon.

## Synopsis
Le film se présente comme une séance dans une salle de spectacle. Il se compose de dix séquences appelées différemment lors de leurs rééditions en dehors du long métrage :
1. A Rustic Ballad : renommée The Martins and the Coys, d'après la chanson des King's Men
Chanté par The King's Men, cette séquence raconte l'histoire de deux familles, les Coy et les Martin, qui s'opposent, s'affrontent et se tirent dessus en permanence. Après une fusillade particulièrement meurtrière, les deux seuls survivants, Henry Coy et Grace Martin, tombent amoureux l'un de l'autre... et se battent sauvagement une fois mariés.
2. A Tome Poem : renommée Blue Bayou, chanson de Ken Darby
Prévue à l'origine pour Fantasia (1940), cette séquence, chantée par Ken Darby Chorus, suit un oiseau majestueux qui se pose dans le marais pour s'envoler ensuite dans le clair de lune.
3. A Jazz Interlude : renommée All the Cats Join In, d'après la chanson de Benny Goodman, et sous-titrée A Caricature
Des adolescents, représentés dans le dessin animé, dansent au rythme de Benny Goodman et son orchestre.
4. A Ballad in Blue : aussi appelée Ballad in Blue ou encore Without You, d'après la chanson d'Andy Russell
Andy Russell chante Ballad in Blue. Des pétales de fleurs se muent en pleurs, une lumière révèle les paroles d'une chanson d'amour, une fenêtre peinte disparaît sous l'effet de la pluie…
5. A Musical Recitation : renommée Casey at the Bat, d'après l'histoire originale appelée Casey au bâton
Jerry Colonna raconte la triste histoire de Mighty Casey, un joueur de baseball, qui, perdant ses capacités, ne peut plus toucher une balle.
6. Ballade Ballet : renommée Two Silhouettes, d'après la chanson de Dinah Shore[2]
Dinah Shore chante pendant que deux silhouettes dansent sur le thème éternel de la rencontre tumultueuse d'un garçon et d'une fille.
7. A Fairy Tale with Music : renommée Pierre et le Loup, d'après l'histoire originale
Sterling Holloway narre une version revisitée du célèbre conte musical russe Pierre et le Loup.
8. -titre inconnu- : renommée After You've Gone, d'après la chanson de Benny Goodman
Des instruments personnifiés s'animent sur les chants du Benny Goodman Quartet.
9. A Love Story : renommée Johnnie Fedora and Alice Bluebonnet, d'après la chanson des Andrews Sisters
Les Andrews Sisters chantent l'histoire d'amour entre deux chapeaux, un Fedora et un chapeau de soleil pour femme.
10. Opera Pathetique : renommée The Whale Who Wanted to Sing at the Met (La Baleine qui voulait chanter au Met), d'après la chanson de Nelson Eddy, puis Willie the Operatic Whale.
Nelson Eddy chante le triste destin d'une baleine, chanteuse d'opéra, qui, le succès passé, s'enfuiera sous les coups de harpons d'hommes bien mal intentionnés.

## Fiche technique
- Titre original : Make Mine Music. A Musical Fantasy
- Titre français : La Boîte à musique
- Réalisation : Jack Kinney, Clyde Geronimi, Hamilton Luske, Joshua Meador et Robert Cormack
- Scénario : Homer Brightman, Dick Huemer, Dick Kinney, John Walbridge, Tom Oreb, Dick Shaw, Eric Gurney, Sylvia Holland, T. Hee, Dick Kelsey, Jesse Marsh, Jim Bodrero, Cap Palmer, Erdman Penner, Erwin Graham et Roy Williams
- Conception graphique :
  - Direction artistique : Mary Blair, Elmer Plummer et John Hench
  - Cadrage (Layout) : Ken O'Connor, Charles Philippi, Donald DaGradi, Al Zinnen, Hugh Hennesy, Ed Benedict, Charles Payzant, John Niendorff et Lance Nolley
  - Consultant couleur : Mique Nelson
  - Décors : Claude Coats, Ray Huffine, Art Riley, Al Dempster, Thelma Witmer, Merle Cox, Jimi Trout et Ralph Hulett
- Animation : Les Clark, Ward Kimball, Milton Kahl, John Sibley, Hal King, Eric Larson, John Lounsbery, Ollie Johnston, Fred Moore, Hugh Fraser, Judge Whitaker, Harvey Toombs, Tom Massey, Phil Duncan, Hal Ambro, Jack Campbell, Cliff Nordberg, Bill Justice, Al Bertino, John McManus, Ken O'Brien
  - Effets spéciaux : George Rowley, Jack Boyd, Andy Engman, Brad Case et Don Patterson
  - Procédé technique : Ub Iwerks
- Son : C. O. Slyfield et Robert O. Cook
- Musique : Charles Wolcott (superviseur) ; Ken Darby, Oliver Wallace et Edward H. Plumb
  - Chansons : Ray Gilbert, Eliot Daniel, Allie Wrubel et Bobby Worth
  - Extraits musicaux (non crédités) de : Gaetano Donizetti, Sergei Prokofiev, Gioachino Rossini et Friedrich von Flotow
- Production : Joe Grant
- Société de production : Walt Disney Pictures
- Société de distribution : RKO Radio Pictures
- Pays de production :  États-Unis
- Langue originale : anglais
- Format : Couleurs - 35 mm - 1,37:1 - Son mono (RCA Sound System)
- Genre : film musical
- Durée : 75 minutes
- Dates de sortie :
  - États-Unis : 20 avril 1946
  - France : 14 septembre 1949
  - Belgique : 13 octobre 1949

Sauf mention contraire, les informations proviennent de : Leonard Maltin, John Grant et Jerry Beck

## Distribution

### Voix originales
- Nelson Eddy : narrateur, personnages divers (The Whale Who Wanted To Sing At the Met)
- Dinah Shore : chanteuse (Two Sillhouettes)
- Benny Goodman : lui-même (All the Cats Join In, After You've Gone)
- The Andrews Sisters : chanteuses (Johnnie Fedora and Alice Blue Bonnet)
- Jerry Colonna : narrateur (Casey At the Bat)
- Sterling Holloway : narrateur (Peter and the Wolf)
- Andy Russell : chanteur (Without You)
- David Lichine : danseur (Two Silhouettes)
- Tania Riabouchinskaya : danseuse (Two Silhouettes)
- The Pied Pipers : eux-mêmes
- The King's Men : eux-mêmes (The Martins and the Coys)
- The Ken Darby Chorus : eux-mêmes (Blue Bayou)
- Pinto Colvig : cris d'animaux
- Thurl Ravenscroft : chanteur

### Voix françaises
- Camille Guérini [6] : narrateur (Pierre et le Loup)
- Édith Piaf et les Compagnons de la chanson : chanteurs (Johnnie Fedora et Alice Bluebonnet)
- Renée Lebas : chanteuse (Deux silhouettes)
- André Dassary : chanteur (Si vous m'aimiez autant que je vous aime[7])
- Jacques Jansen[8]
- Jean Deny[8]
- Les Compagnons de route[8]

## Distinctions
- Festival de Cannes 1946 : Prix du meilleur film d'animation[9]

## Sorties cinéma
Sauf mention contraire, les informations suivantes sont issues de l'Internet Movie Database.
- États-Unis : 20 avril 1946 (première à New York)[11], 15 août 1946 (nationale)[3]
- Brésil : 26 avril 1946
- Argentine : 19 juillet 1946
- Mexique : 25 juillet 1946
- Royaume-Uni : 16 septembre 1946
- France : après le 20 septembre 1946 (Festival de Cannes), 14 septembre 1949 (nationale)
- Australie : 13 février 1947
- Turquie : 1949
- Suède : 4 avril 1949
- Pays-Bas, Belgique : 13 octobre 1949
- Italie : 16 décembre 1949
- Hong Kong : 21 décembre 1950
- Autriche : 19 octobre 1951
- Philippines : 3 janvier 1952 (Davao)
- Finlande : 18 avril 1952
- Danemark : 2 juin 1952

## Sorties vidéo
- Années 1980 - VHS
- 1991 - VHS, seulement la section Une Baleine à l'Opéra (The Whale Who Wanted to Sing at the Met)
- 1992/1993 - VHS, seulement la section Pierre et le Loup (Peter and the Wolf)
- 1993 - VHS Briseurs de cœurs, seulement la section L’histoire d’Alice et Johnny (Johnnie Fedora and Alice Bluebonnet)
- Début 1994 - VHS (États-Unis et Québec) de Pierre et le Loup avec format 4/3
- 6 juin 2000 - VHS et DVD (États-Unis et Québec) avec format 4/3 sans VF

## Origine et production

### Une compilation musicale

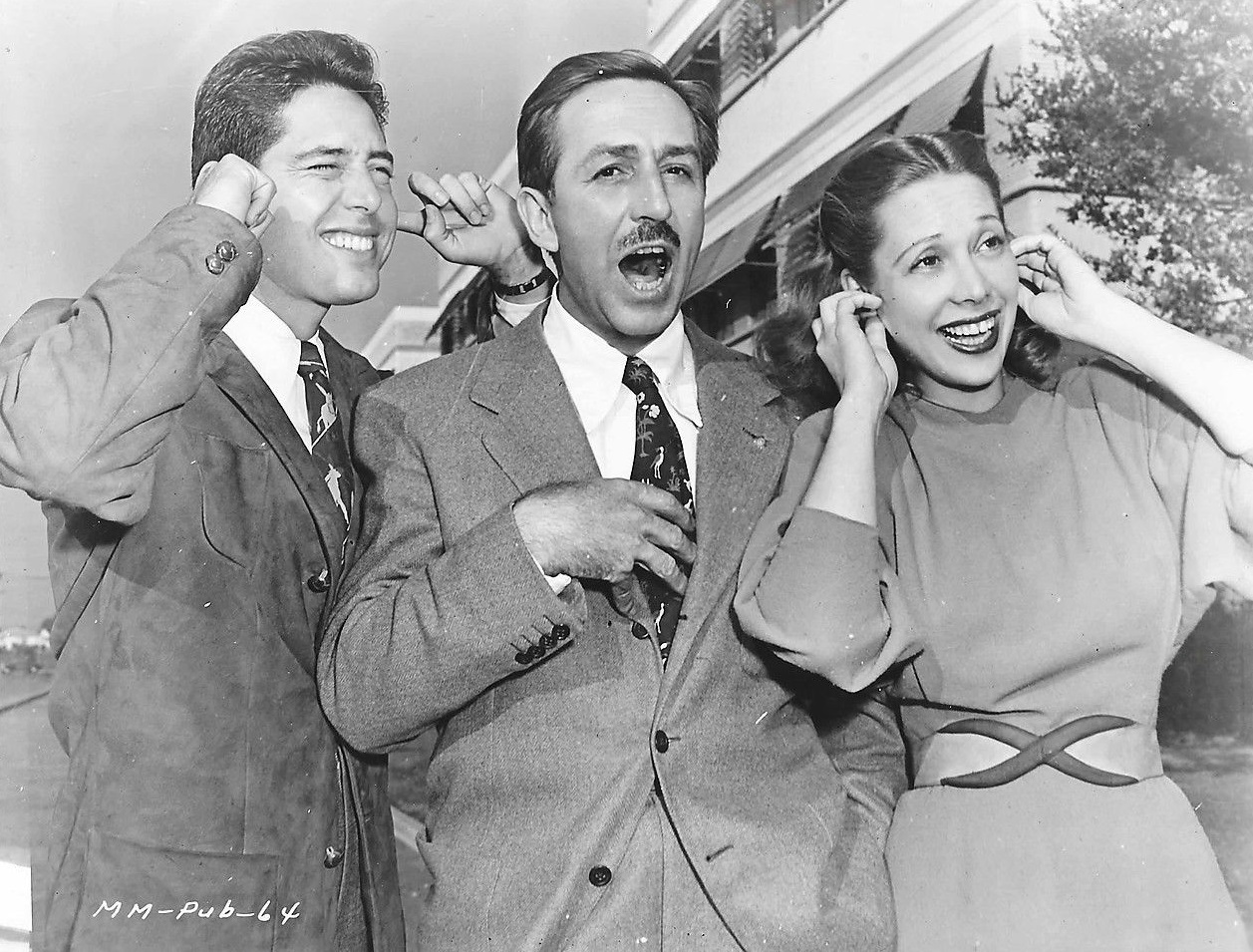
Photo promotionnelle du film avec Andy Russell, Walt Disney et Dinah Shore.

En 1941, le studio Disney tente de trouver de l'argent pour survivre. Les précédents longs métrages sortis en 1940, Pinocchio et Fantasia, n'ont pas réalisé les résultats escomptés : ils ne compensent même pas la moitié de leurs coûts de production. Un autre long métrage est alors en production depuis plusieurs années, Bambi, avec un budget aussi conséquent. Dans le but d'obtenir quelques revenus, le studio Disney lance deux films à petit budget avec l'espoir de lancer ensuite d'autres projets,. Le premier projet est Le Dragon récalcitrant, mêlant documentaire en prise de vue réelle et animation, pour un budget réduit à 600 000 USD et le second est Dumbo, produit pour environ 800 000 USD,,. Ces deux films permettent, en raison de leurs coûts réduits, de faire quelques bénéfices et d'achever la production de Bambi.
Mais, fin mai 1941, le studio Disney est engagé dans une grève, en raison de l'absence de syndicat. À cause de cela (et en raison des importants problèmes financiers sus-mentionnés), la production du film Bambi aurait été retardée de trois mois. Près de la moitié des employés sont licenciés avant la fin de l'année, parmi lesquels une grande partie des grévistes. C'est à la faveur de ces événements que Walt Disney part en Amérique du Sud, à la fois dans un but diplomatique et pour trouver de nouvelles sources d'inspiration. Le premier film issu de ce voyage (qui sera suivi par d'autres séjours) est Saludos Amigos (1942) qui sort en février 1943 aux États-Unis et génère environ 623 000 USD de revenus, ce qui est modeste mais représente deux fois son coût de production, estimé à un peu moins de 300 000 USD. Selon Grant, la raison de ce succès économique tiendrait dans le format, une compilation de courts métrages. Cela conforte Disney dans l'idée de poursuivre le projet des compilations avec Les Trois Caballeros (1944). Une troisième compilation inspirée par l'Amérique latine et nommée Cuban Carnival était prévue, mais le coût des Trois Caballeros (près de deux millions de USD) et son mauvais résultat, stoppent le projet.
Toutefois, Walt avait en parallèle l'idée de poursuivre le concept de Fantasia, en associant des séquences animées et de la musique plus populaire. C'est en 1944 qu'il lance un projet dans ce sens, d'abord avec tous les styles de musique (dont celle de Leopold Stokowski), puis, au fur et à mesure de l'avancement du projet, certaines pièces sont retirées et d'autres ajoutées, aboutissant à un film dont l'accent est beaucoup plus populaire que prévu initialement. Ce projet est d'abord appelé Swing Street mais change de nom avant sa sortie annoncée en août 1946.
Pour soutenir le film, Disney a engagé plusieurs musiciens et chanteurs en vogue à l'époque.

### Les séquences
Le film comporte dix séquences, ce que confirme l'affiche présente dans le film sur laquelle est inscrit « A Music Fantasy in Ten Parts » (Une fantaisie musicale en dix parties). Chacune de ces parties débute par une évocation de la salle de spectacle dans laquelle est censée se dérouler la projection : un cadre imite un décor de théâtre ou de cinéma des années 1930 et une affiche annonce le titre de la séquence.
La séquence The Martins and the Coys est une variante de la faide Hatfield-McCoy (en) (affrontement entre les clans Hatfield et McCoy). Toutefois ici la romance et l'attrait sexuel ont un effet curatif sur les deux clans, la faide s'arrêtant avec le mariage des deux amoureux. Les personnages principaux sont Henry Coy, un campagnard fort et musclé mais un peu bête, et Grace Martin, une jeune femme rousse aux formes généreuses. Les deux membres des familles ennemies se retrouvent face à face avec l'intention de se tuer, mais l'amour triomphe, ils se marient et emménagent ensemble. Cependant, contrairement aux paroles de la chanson, le couple se dispute, perpétuant la faide, à la grande joie des fantômes des anciens des deux familles, pour une fois d'accord.
Blue Bayou est une séquence prévue à l'origine pour Fantasia (1940),. Basée sur Clair de lune de Claude Debussy, elle contient un air chanté par le Ken Darby Chorus. La séquence originale nommée Clair de lune a été éditée en bonus sur le DVD de Fantasia. L'orchestre de Benny Goodman était constitué ainsi : Benny Goodman à la clarinette, Cozy Cole aux percussions, Sid Weiss à la contrebasse et Teddy Wilson au piano.
La séquence All the Cats Join In débute avec l'appel reçu par une jeune fille : c'est son petit ami qui l'invite à aller danser. Elle se prépare donc pour la soirée, se déshabille, passe sous la douche puis enfile des vêtements légers avant d'aller danser. Selon Brode cette succession d'actions présente pour la première fois au cinéma et de manière graphique l'anatomie d'une jeune fille. L'histoire a été écrite par Jack Kinney, Lance Nolley et Don DaGradi. Grant indique que le film utilise la technique d'animation limitée. Griffin associe ici cette représentation à celle des affiches publicitaires et des productions cinématographiques faites pour « rappeler aux soldats américains sur les fronts éloignés pour quoi ils se battent. »
L'histoire de Casey at the Bat est basée sur le poème Casey au bâton d'Ernest Lawrence Thayer, narré par le chanteur Jerry Colonna. L'action se déroule en 1902 et concerne la petite équipe de baseball des Mudville Nine. Confrontée à son manque de talent, son seul espoir pour vaincre l'équipe adverse repose sur Casey, un homme au physique sportif qui garde toujours un œil sur la balle et l'autre sur les femmes du public.
La séquence Two Silhouettes utilise le principe de combinaison d'animation et de prises de vue réelles de danseurs de ballet. Cette technique, nommée pixilation, consiste à filmer des danseurs puis à décalquer leur silhouette. Elle a été employée en pré-production dans Blanche-Neige et les Sept Nains et dans la Danse des heures de Fantasia. Mais ici les silhouettes sont reprises directement dans le film et ne servent pas de base à une animation de personnages fictifs.
Le conte musical russe Pierre et le Loup (1936) de Sergueï Prokofiev a inspiré la séquence suivante, qui en reprend le titre, le compositeur et le studio ayant signé un accord dès février 1941. D'après Leonard Maltin ce film devait s'ajouter à ceux du projet Fantasia lors d'une éventuelle ressortie, du moins dans le projet de compilation évolutive. Les studios Disney ajoutent de nombreux éléments au conte de Prokofiev, notamment trois animaux, : Sonia la cane, Sacha l'oiseau et Ivan le chat. L'équipe de Disney a aussi profondément réécrit l'histoire de Prokofiev qui se rapproche ainsi davantage des commentaires des documentaires animaliers True-Life Adventures, qui partagent d'ailleurs le même narrateur, Sterling Holloway. Selon Dick Huemer l'ordre d'apparition visuelle des personnages aurait été modifiée. Ainsi le loup n'apparaît pas quand le narrateur l'annonce mais plus tard. Le personnage du grand-père possède un visage proche de Dormeur de Blanche-Neige et les Sept Nains (1937). Autre originalité : le méchant loup est beaucoup plus effrayant que le Grand méchant Loup des Trois Petits Cochons (1933).
L'histoire de Johnnie Fedora and Alice Bluebonnet a été imaginée en 1939 pour un court métrage par Joe Grant, du département des maquettes. Un script de cinq pages daté du 24 novembre 1939 est présent dans les archives de production du film. L'histoire narre une rencontre entre humains, mais du point de vue des chapeaux. Alice est un chapeau de soleil pour femme bleu avec des roses sur son pourtour et un nœud à l'arrière, tandis que Johnnie est un fedora gris avec un bandeau brun. Alors qu'ils sont tous les deux dans la vitrine d'un magasin, Alice est vendue, suivie peu de temps après par Johnnie. Ce dernier, posé sur la tête de son propriétaire, cherche durant plusieurs semaines Alice, qu'il finit par entrevoir au loin, juste avant que son propriétaire le retire. Plusieurs saisons s'écoulent quand il ressort enfin et tombe dans un égout. Un marchand de glaces le récupère et perce deux trous dans le chapeau pour le placer sur la tête d'un cheval. Juste à côté, un autre cheval est orné d'un chapeau, qui n'est autre qu'Alice. Techniquement, il a été difficile de conserver une constante dans la minimisation des visages des personnages, corollaire du concept de cette séquence. Pour Beck, le style graphique rappelle celui « du Fleischer Studios qui copiait celui de Disney quelques années plus tôt. »

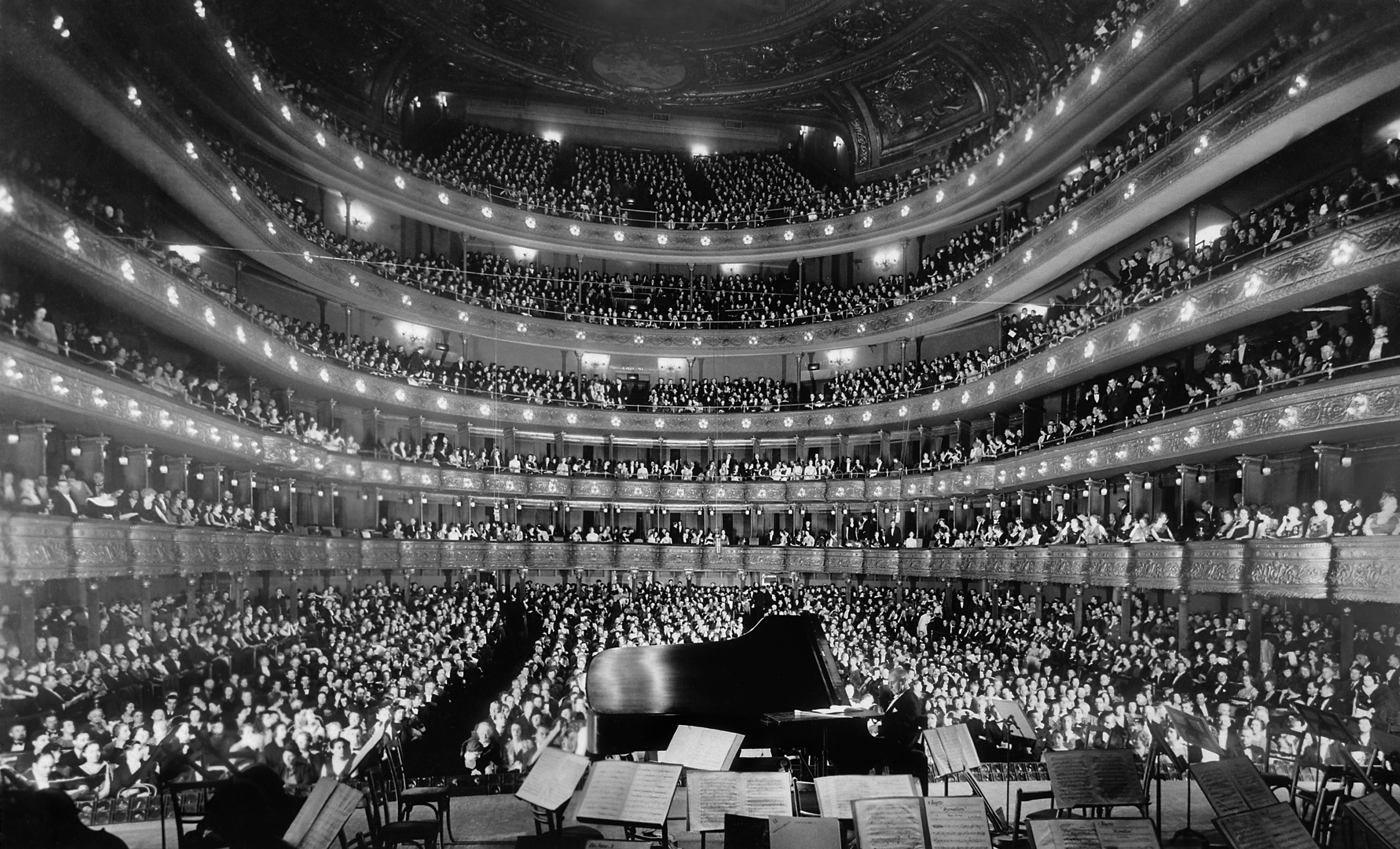
Intérieur de la salle du Metropolitan Opera en 1937 (édifice détruit en 1967).

Le personnage de la baleine Willie de la séquence La Baleine qui voulait chanter au Met a été développé spécialement pour qu'il soit moins effrayant que les autres grands cétacés du cinéma tel que Moby Dick ou Monstro de Pinocchio (1940). Graphiquement proche de ce dernier, la baleine  est d'une taille qui fait peur aux humains mais elle a un caractère plus sympathique que Monstro dans Pinocchio. L'histoire débute avec des coupures de journaux indiquant qu'un marin a entendu une baleine chanter. L'un des rares humains pouvant confirmer cette histoire s'appelle Tetti Tatti, et ce dernier, présenté comme un impresario, part à la recherche de cet animal prodigieux. Une mouette nommée Whitey arrive alors et dépose un journal près d'une baleine. Elle s'appelle Willie et chante Shortnin' Bred, l'un des titres phares du narrateur de la séquence Nelson Eddy. Willie, qui rêve d'une carrière de chanteur, prend Tetti Tatti, perché en haut du mât d'un navire, pour un impresario à la recherche de nouveaux talents. Après avoir enthousiasmé les marins du navire, qui s'apprêtaient à le harponner, en entonnant le « Largo al factotum » du Barbier de Séville, Willie s'imagine en chanteur d'opéra. L'apparition de Willie au Metropolitan Opera de New York comporte de nombreux gags. Dans son rêve, Willie incarne successivement Pagliacci, Tristan chantant avec Isolde dans un extrait de Tristan et Isolde et enfin Mefistofele. Le rêve s'arrête alors brutalement, Tetti Tatti tuant Willie comme une vulgaire baleine, le prenant pour un monstre, image souvent associée aux cétacés, ce qui donne une fin abrupte et à l'opposé du message du film. L'intégralité des personnages ont été doublés par Nelson Eddy, soit plus de 512 personnages, ce qui inclut le chœur de 400 voix pour l'Ave Maria.

### Bande originale
- The Martins and the Coys - The King's Men
- Blue Bayou - The Ken Darby Chorus
- All the Cats Join In - Benny Goodman and his Orchestra
- Without You - Andy Russell
- Casey at the Bat - Jerry Colonna
- Two Silhouettes - Dinah Shore
- Peter and the Wolf - Instrumental
- After You've Gone - Benny Goodman
- Johnnie Fedora and Alice Bluebonnet - The Andrews Sisters
- The Whale Who Wanted to Sing at the Met - Nelson Eddy

### Sortie et accueil du film
Le film sort aux États-Unis à la fin du mois d'avril 1946. Il est le premier long métrage de Disney depuis la fin de la Seconde Guerre mondiale, et pour cette raison, il est très attendu. Les réactions sont cependant mitigées. Plusieurs critiques recommandent le film, comme le New York Post, qui voit en lui « un chef-d'œuvre en Technicolor », ou le Los Angeles Times, qui le présente comme « un délice pour une multitude de fans. » Certains estiment que même si ce n'est pas le meilleur Disney, ce n'est qu'une question de temps avant qu'il ne revienne rapidement au meilleur de sa forme. Mais pour d'autres critiques, qualifiés par Maltin d'intellectuels, ce film marque une rupture, Walt Disney perdant sa place d'artiste chéri des années 1930. Une partie du support promotionnel a été réalisée par Milton Quon alors responsable du service publicité. Néanmoins, à l'instar de Saludos Amigos, le film génère un bénéfice pour le studio : pour un coût de production de 1,37 million d'USD, il en rapporte près de deux. Barrier ajoute que d'après le rapport annuel de septembre 1947 La Boîte à musique et Mélodie du Sud ont généré ensemble un bénéfice de 1 million de dollars une fois retiré leurs coûts de production.
Pour Grant, ce film marque un tournant dans l'histoire du studio. Après des débuts dans une extrême pauvreté, et après l'arrivée de la richesse avec les premiers longs métrages, le studio retrouve une période de disette au début des années 1940. Ces événements économiques et l'insistance de Roy Oliver Disney ont permis d'inculquer à Walt Disney un peu de bon sens financier. Mais selon certains la situation n'a pas beaucoup évolué, ce que confirme cet échange entre deux animateurs relevé par Grant : « Walt a enfin appris la valeur d'un dollar. - Oui il pense maintenant que cela vaut seulement un dollar cinquante. »
Le film n'a jamais été commercialisé par la suite dans son intégralité. Quatre des séquences ont été associées à cinq autres issues de Mélodie cocktail et ont été diffusées sous le nom de Music Land en 1955. La plupart des séquences du film ont été réutilisées soit dans des compilations sur supports vidéo, soit rediffusées seules à la télévision ou au cinéma,. Les films suivants ont bénéficié d'une ressortie au cinéma indépendant du long métrage : The Martins and the Coys le 18 juin 1954, Casey at the Bat le 16 juillet 1954,, Pierre et le Loup le 14 septembre 1955, After You've Gone en Finlande le 18 février 1983, Johnnie Fedora and Alice Bluebonnet le 21 mai 1954 et La Baleine qui voulait chanter au Met le 17 août 1955. Selon Maltin, la séquence La Baleine qui voulait chanter au Met est celle qui a été la plus rediffusée à la télévision. Quant à l'histoire de Casey at the Bat, elle a fait l'objet d'une suite, Casey Bats Again (1954), Casey se retrouvant coach d'une équipe formée de ses neuf filles.

## Analyse
Jerry Beck commence son commentaire en rappelant que si beaucoup de films accusent leur âge, il y en a peu chez Disney, La boîte à musique faisant cependant partie de ce petit nombre. John Grant de son côté constate qu'il est (et a été) difficile pour les critiques du film de ne pas faire des comparaisons méprisantes avec les productions précédentes de Disney et principalement Fantasia. Il ajoute que malgré les nombreuses critiques, il est préférable de regarder ce film comme une compilation de dix courts métrages plutôt que comme un long métrage.

### Une compilation musicale loin deFantasia
La Boîte à musique est l'un des nombreux films produits durant les années 1940 par le studio Disney que Sébastien Roffat qualifie de « films composites, car constitués de plusieurs séquences indépendantes s'apparentant à des courts ou des moyens métrage, et généralement reliées entre elles par de brefs intermèdes. Steven Watts ajoute que des acteurs sont inclus dans les séquences de ces films suivant l'exemple de La Boîte à musique et inclut dans ce groupe Coquin de printemps (1947), Mélodie Cocktail (1948) et Le Crapaud et le Maître d'école (1949). Pat Williams et Jim Denney décrivent le film comme un Fantasia ayant une ligne directrice plus forte et un panel musical plus large. En effet y sont représentés l'opéra, la musique classique instrumentale et la musique populaire. Mais comme le rappelle Grant, c'est une imitation à faible coût. Bob Thomas y voit un vaudeville de pop-music.
Steven Watts détaille La Boîte à musique car il est le premier d'un groupe de films assemblant approximativement de courtes histoires ou scènes musicales selon le principe de la compilation. Ben Sharpsteen les nomme spectacle de vaudeville car ces films tentent d'intéresser le public en combinant différents styles de musique. La Boîte à musique est selon Watts un Fantasia du pauvre avec ses dix séquences alors de la musique populaire au style plus intellectuel en passant par les poèmes, la danse, le folklore et le classique.
Brode considère La Boîte à musique (et aussi Mélodie Cocktail) comme une preuve que Disney n'a pas abandonné son rêve d'amener la musique (classique ou non) au plus large public possible, et ce malgré l'échec financier de Fantasia, ce film n'étant qu'une version moins démesurée, plus économique. Janet Wasko écrit que Mélodie cocktail  et La Boîte à musique « sont des compilations d'extraits recyclés de courts métrages sortis précédemment » toutefois, bien que plusieurs séquences ont connu des ressorties, aucune n'a été édité avant la sortie de la compilation.
Pour Maltin, le film est une succession de bas et de hauts ; les bas étant essentiellement les tentatives de retravailler avec la musique classique, dans la continuité de Fantasia, les hauts étant plutôt l'utilisation de la musique populaire. Bosley Crowther considère que le film est « aussi désordonné que l'œuvre d'un artiste peut l'être […], allant de la féerie Disney au fatras élaboré. » Nuançant ses propos, Maltin évoque par la suite le côté technique : selon lui, Blue Bayou est une agréable présentation des techniques d'effets d'animation, mais la séquence aurait été meilleure sous sa forme originale, le Clair de lune de Fantasia. Pour Thomas, en dehors de Pierre et le Loup apprécié de Walt, le reste ne possédait pas de challenge pour ses animateurs.
Grant cite The New York Times, qui considère le film comme un mélange de vaudeville, de cirque et d'opéra, chaque genre étant brillamment représenté, mais Grant ajoute que pour d'autres critiques, ce pot-pourri est réservé aux rares personnes pouvant apprécier ces trois formes de spectacles. Selon lui, cette compilation regroupe des courts métrages qui pour certains touchent au sublime (La Baleine qui voulait chanter au Met), quand d'autres ne font que s'en approcher (All the Cats join in), tandis que le reste mérite simplement d'être qualifié de bon.

### Une compilation Disney nostalgique mal agencée
Steven Watts indique que les commentaires sur La Boîte à musique sont un mélange des critiques sur les autres films de la période 1942-1950. Les séquences « ne s'agencent pas avec harmonie » et intègrent « tout un tralala technique hétéroclite », c'est-à-dire qu'elles comprennent des techniques d'animation variées, mais peu compatibles entre elles. Grant rappelle que la plupart des compilations réalisées à faible coût par Disney durant cette période ont été pour les critiques une « abrupte déception » et que « le public attendait le retour du bon vieux temps de Blanche-Neige et Pinocchio. »
Otis L. Guernsey du Herald Tribune écrit que « La Boîte à musique […] réchauffe la marmite sans mélanger les ingrédients d'un chef-d'œuvre… Et pour ceux qui n'insistent pas pour avoir l'expérience rare d'un chef-d'œuvre Disney, ils auront l'agréable expérience d'un Disney réchauffé dont l'humour, l'aspect artisanal et la fantaisie rendent la plupart des films avec acteurs pâles et ordinaires, ». Hermine Rich Isaacs, du magazine Theatre Arts, compare la vision du film à la visite chez un ami que l'on admire, mais dont l'intérieur et la décoration de sa maison font s'évanouir les talents qu'on lui a prêtés. James Algee, pourtant habitué à louer les productions Disney, décrit le film comme ayant seulement assez de charme, d'originalité, d'imagination et d'humour pour peut-être faire un bon moyen-métrage.

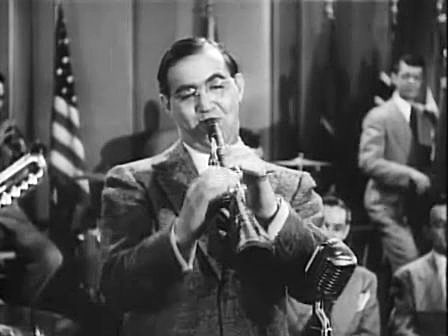
Benny Goodman en 1943 dans Le Cabaret des étoiles

Beck ajoute que le film a plus de valeur pour l'historien de l'Amérique que pour le public. Il rappelle que plusieurs séquences ont une histoire intéressante (comme les origines de Blue Bayou, prévu pour Fantasia, ou comme Pierre et le Loup) mais que le principal sujet du film est la nostalgie, que ce soit à travers la musique de Benny Goodman dans un monde oscillant entre les années 1930 et 1950, l'évocation des années 1890 dans Casey at the Bat, ou encore les références à une histoire américaine plus ancienne encore avec The Martin and The Coys, dont l'action se situe dans les années 1870 à 1890. En 1954, des extraits du film et deux chansons de Benny Goodman ont assemblé pour faire un court métrage intitulé Two for the Record.

### Revue des séquences
La plupart des auteurs préfèrent étudier chaque séquence indépendamment, en faisant parfois l'impasse sur certaines. Grant, par exemple, justifie cela par le fait que son étude se base sur les personnages, et ne traite donc pas les séquences qui contiennent des personnages anonymes.
Pour Maltin, The Martins and the Coys est un solide classique de l'animation Disney tandis que Blue Bayou et Two Silhouettes sont « embarrassants ». The Martins and the Coys et Casey at the Bat sont des séquences de folklore selon Steven Watts. Brode associe la romance et l'affrontement des clans de The Martins and the Coys au Roméo et Juliette de William Shakespeare. Pour Two Silhouettes, Maltin rappelle que plusieurs critiques ont vu dans cette séquence l'apogée du film, malgré le fait que l'histoire ne va dans aucun sens et n'a aucun but (à l'image du court métrage Pas de deux de Norman McLaren en 1968). Pour Maltin, l'interaction de l'animation et des silhouettes (pixilation) annulent les deux formes d'art. Blue Bayou et Two Silhouettes sont pour Watts un format artistique assumé essayant sans succès d'évoquer la beauté avec des dessins attirants, de la musique gonflante et des représentations d'angelots, de flamands et de reflets dans l'eau.
Maltin trouve la séquence Pierre et le Loup décevante, alors qu'il juge que son thème est le plus approprié pour recevoir un « traitement Disney ». Watts classe cette séquence dans la musique classique. Le problème provient de la mise en image du conte musical, alors qu'il est originellement prévu pour forcer les plus jeunes à utiliser leur imagination, ce qui est rendu impossible par le traitement visuel réalisé par Disney,. De plus, les différences avec le conte de Prokofiev (chaque personnage a reçu un nom par exemple) amène Maltin au jugement suivant : l'animation est agréable mais le concept est un échec.
Maltin et Beck considèrent que ne méritent de passer à la postérité que les deux musiques de Benny Goodman, qui ont bien inspiré l'équipe de Disney : All the Cats join in est une délicieuse évocation de l'insouciance américaine au début des années 1940 et After You've gone l'une des meilleures animations surréalistes de Disney,. Watts classe All the Cats join in et After You've gone à l'autre extrémité du spectre des séquences du film, du côté agréable. Les deux séquences de Benny Goodman utilisent un rythme rapide, l'auto-dérision et des techniques surréalistes pour illustrer la culture des Bobby-soxers. Brode voit dans la première ce que la morale des années 1940 désigne comme une mauvaise fille. Il ajoute que l'anatomie et les scènes dévêtues sont une première pour le cinéma d'Hollywood. Sean Griffin précise que la séquence aurait dû être modifiée à la demande de la Production Code Administration, qui jugeait la scène de la demoiselle nue sous la douche trop suggestive ; toutefois elle fut conservée grâce à un sceau d'approbation. La présence de cette scène fit écrire par le Times la critique suivante : « Cette séquence est une version jukebox d'un enregistrement de Benny Goodman, dans lequel de jeunes orgiaques, férus de chocolat au malt, se déchaînent un peu partout [dans la ville]. » Brode considère All the Cats join in comme une définition avant l'heure du concept de culture jeune des années 1950 autour du phénomène du rock 'n' roll.
À l'opposé, Casey at the bat est, selon Maltin, dans la même veine que les courts métrages classiques de Disney de l'époque, avec un rythme comique rapide, des directions simples, que l'on pourrait rapprocher de l'animation limitée.
Dans La Baleine qui voulait chanter au Met, Walt Disney parvient à rendre l'opéra accessible au public moyen autrement qu'avec Fantasia, œuvre beaucoup plus imposante et ambitieuse. Il arrive aussi à minimiser l'aspect terrifiant donné jusqu'alors aux grands cétacés tel que Moby Dick ou Monstro de Pinocchio. Le commentaire du narrateur donne, selon Douglas Brode, à la fois dans l'éducation à la mort et dans l'activisme pour la défense des animaux. Pour Beck, cette séquence est la seule ayant un peu d'intemporalité. Steven Watts place la séquence au sommet de la pyramide des séquences avec son style pictural dans la tradition Disney du modernisme sentimental. C'est un conte fantastique hilarant au sujet d'un léviathan doué d'une voix d'opéra. Grant fait un parallèle entre Willie l'énorme cétacé et Dumbo le pachyderme aux grandes oreilles. Mais à la différence du héros de Dumbo, Willie meurt et « pour une fois la féérie ne se termine pas par une fin heureuse. » Pour Grant cette mort est sans importance, le public jeune et moins jeune ne se le rappelant pas et associant Willie à un personnage divin qui réalise ses rêves au paradis.